# Belošići
Belošići falu Horvátországban, a Károlyváros megyében. Közigazgatásilag Ozalyhoz tartozik.

## Fekvése
Károlyvárostól 24 km-re, községközpontjától  10 km-re északnyugatra, a Zsumberki-hegység területén fekszik.

## Története
A falu bevét egykori birtokosáról a Belošić családról kapta. 1642-ben már a mai nevén említik először. 1857-ben 104, 1910-ben 169 lakosa volt. A trianoni békeszerződésig Zágráb vármegye Jaskai járásához tartozott. 2011-ben 25 lakosa volt.

## Lakosság
| Lakosság változása | Lakosság változása | Lakosság változása | Lakosság változása | Lakosság változása | Lakosság változása | Lakosság változása | Lakosság változása | Lakosság változása | Lakosság változása | Lakosság változása | Lakosság változása | Lakosság változása | Lakosság változása | Lakosság változása | Lakosság változása |
| ------------------ | ------------------ | ------------------ | ------------------ | ------------------ | ------------------ | ------------------ | ------------------ | ------------------ | ------------------ | ------------------ | ------------------ | ------------------ | ------------------ | ------------------ | ------------------ |
| 1857               | 1869               | 1880               | 1890               | 1900               | 1910               | 1921               | 1931               | 1948               | 1953               | 1961               | 1971               | 1981               | 1991               | 2001               | 2011               |
| 104                | 134                | 159                | 165                | 153                | 169                | 158                | 155                | 140                | 134                | 106                | 90                 | 52                 | 93                 | 43                 | 25                 |

## Nevezetességei
A Lourdes-i Szűzanya tiszteletére szentelt kápolnája a vivodinai Szent Lőrinc plébánia fliája.